# Cuadernos de Estudios Africanos y Orientales
Cuadernos de Estudios Africanos y Orientales fue una publicación periódica editada entre 1948 y 1957 por el Instituto de Estudios Políticos, cuya temática se centra en las relaciones internacionales, la economía, la historia, etc. Los volúmenes se encuentran constituidos por diferentes secciones: estudios, notas, crónicas, noticia de libros, etc.
En la actualidad, es posible consultar los diferentes números de las revistas editadas por el Instituto de Estudios Políticos a través del fondo histórico del Centro de Estudios Políticos y Constitucionales.